# Dinoyo (Lowokwaru)
Dinoyo is een bestuurslaag in het regentschap Malang van de provincie Oost-Java, Indonesië. Dinoyo telt 17.176 inwoners (volkstelling 2010).